# فلوريان كولر
فلوريان كولر (بالفرنسية: Florian Kohler)‏ هو لاعب بلياردو أمريكي فرنسي، ولد في 10 يوليو 1988 في فرنسا.

## وصلات خارجية
- فلوريان كولر على موقع AZBilliards.com (الإنجليزية)